# Río de Nuria
El río de Nuria (en catalán Núria) es un río pirenaico del noreste de la península ibérica, afluente del río Freser, que discurre por la provincia de Gerona. Pertenece a la cuenca hidrográfica del Ter.

## Curso
Nace en el lago de Nuria, en el valle de Nuria, en la confluencia de los torrentes de Finestrellas, Eina y Noufonts, donde se ha creado un embalse artificial. Desemboca después de recorrer unos 5 km en el vecindario de Daió de Baix, que pertenece a Queralbs, en el río Freser.

## El camino viejo de Nuria
Paralelamente al río de Nuria transcurre un camino, conocido como Camí Vell, entre la población de Queralbs y el santuario de Nuria, que es uno de los más característicos de Cataluña. Utilizado desde la Edad Media, fue probablemente modificado en el año 1931, en que se construyó el ferrocarril de cremallera de Nuria para acceder al santuario, puesto que no se ha construido carretera alguna, debido a las dificultades del trazado. El recorrido entre Queralbs, a 1200 m de altitud, y el santuario, a 1920 m, tiene 7,1 km de longitud.
A lo largo del recorrido, destacan el puente del Cremal sobre el río de Nuria, y las cascadas del Sastre y de la Cola de Caballo.